# NBA Conference Finals
Le National Basketball Association Conference Finals sanciscono la conclusione dei Playoff NBA, quando le ultime due squadre della Eastern e Western Conference si scontrano. I vincitori delle Conference Finals ricevono un trofeo d'argento e avanzano alle NBA Finals.

## Storia
Inizialmente, la BAA (primo nome della NBA) suddivise i suoi team in due division,NBA Eastern Division e NBA Western Division. Le Divisional Finals, furono giocate per la prima volta nel 1948: nei primi due anni della sua vita la Lega usava invece un formato di playoffs che prevedeva incroci tra le squadre di Division diverse. Nel 1949 l'NBA creò tre Division, aggiungendo la NBA Central Division; tuttavia tale sistema durò solo quella stagione, tornando l'anno dopo al formato a due Division, che durò fino al 1970. Nel 1970 la lega creò due Conference (Western e Eastern), costituite ciascuna da due Division: nacquero così le Conference Finals. Le Conference Finals erano al meglio delle 3 gare nel 1949 e nel 1950, al meglio delle 5 fino al 1956 e dall'anno dopo all'attuale formato al meglio delle 7 partite.

## Riassunto finali

### Legenda
| ^ | Squadra vincitrice delle NBA Finals             |
| † | Detentrice del miglior record di regular season |

### Eastern e Western Division / Conference
| NBA Eastern Division (Playoffs) / NBA Eastern Conference | NBA Eastern Division (Playoffs) / NBA Eastern Conference | NBA Eastern Division (Playoffs) / NBA Eastern Conference |      | NBA Western Division (Playoffs) / NBA Western Conference | NBA Western Division (Playoffs) / NBA Western Conference | NBA Western Division (Playoffs) / NBA Western Conference |
| Finali di Division                                       |                                                          |                                                          |      |                                                          |                                                          |                                                          |
| Campione                                                 | Finalista                                                | Risultato                                                | Anno | Campione                                                 | Finalista                                                | Risultato                                                |
| Washington Capitols                                      | New York Knicks                                          | 2-1                                                      | 1949 | Minneapolis Lakers                                       | Rochester Royals†                                        | 2-0                                                      |
| Syracuse Nationals†                                      | New York Knicks                                          | 2-1                                                      | 1950 | Anderson Packers                                         | Indianapolis Olympians                                   | 2-1                                                      |
| New York Knicks                                          | Syracuse Nationals                                       | 3-2                                                      | 1951 | Rochester Royals                                         | Minneapolis Lakers†                                      | 3-1                                                      |
| New York Knicks                                          | Syracuse Nationals                                       | 3-1                                                      | 1952 | Minneapolis Lakers                                       | Rochester Royals†                                        | 3-1                                                      |
| New York Knicks                                          | Boston Celtics                                           | 3-1                                                      | 1953 | Minneapolis Lakers†                                      | Fort Wayne Pistons                                       | 3-2                                                      |
| Syracuse Nationals                                       | Boston Celtics                                           | 2-0                                                      | 1954 | Minneapolis Lakers†                                      | Rochester Royals                                         | 2-1                                                      |
| Syracuse Nationals†                                      | Boston Celtics                                           | 3-1                                                      | 1955 | Fort Wayne Pistons                                       | Minneapolis Lakers                                       | 3-1                                                      |
| Philadelphia Warriors†                                   | Syracuse Nationals                                       | 3-2                                                      | 1956 | Fort Wayne Pistons                                       | St. Louis Hawks                                          | 3-2                                                      |
| Boston Celtics†                                          | Syracuse Nationals                                       | 3-0                                                      | 1957 | St. Louis Hawks                                          | Minneapolis Lakers                                       | 3-0                                                      |
| Boston Celtics†                                          | Philadelphia Warriors                                    | 4-1                                                      | 1958 | St. Louis Hawks                                          | Detroit Pistons                                          | 4-1                                                      |
| Boston Celtics†                                          | Syracuse Nationals                                       | 4-3                                                      | 1959 | Minneapolis Lakers                                       | St. Louis Hawks                                          | 4-2                                                      |
| Boston Celtics†                                          | Philadelphia Warriors                                    | 4-2                                                      | 1960 | St. Louis Hawks                                          | Minneapolis Lakers                                       | 4-3                                                      |
| Boston Celtics†                                          | Syracuse Nationals                                       | 4-1                                                      | 1961 | St. Louis Hawks                                          | Los Angeles Lakers                                       | 4-3                                                      |
| Boston Celtics†                                          | Philadelphia Warriors                                    | 4-3                                                      | 1962 | Los Angeles Lakers                                       | Detroit Pistons                                          | 4-2                                                      |
| Boston Celtics†                                          | Cincinnati Royals                                        | 4-3                                                      | 1963 | Los Angeles Lakers                                       | St. Louis Hawks                                          | 4-3                                                      |
| Boston Celtics†                                          | Cincinnati Royals                                        | 4-1                                                      | 1964 | San Francisco Warriors                                   | St. Louis Hawks                                          | 4-3                                                      |
| Boston Celtics†                                          | Philadelphia 76ers                                       | 4-3                                                      | 1965 | Los Angeles Lakers                                       | Baltimore Bullets                                        | 4-2                                                      |
| Boston Celtics                                           | Philadelphia 76ers†                                      | 4-1                                                      | 1966 | Los Angeles Lakers                                       | St. Louis Hawks                                          | 4-3                                                      |
| Philadelphia 76ers†                                      | Boston Celtics                                           | 4-1                                                      | 1967 | San Francisco Warriors                                   | St. Louis Hawks                                          | 4-2                                                      |
| Boston Celtics                                           | Philadelphia 76ers†                                      | 4-3                                                      | 1968 | Los Angeles Lakers                                       | San Francisco Warriors                                   | 4-0                                                      |
| Boston Celtics                                           | New York Knicks                                          | 4-2                                                      | 1969 | Los Angeles Lakers                                       | Atlanta Hawks                                            | 4-1                                                      |
| New York Knicks†                                         | Milwaukee Bucks                                          | 4-1                                                      | 1970 | Los Angeles Lakers                                       | Atlanta Hawks                                            | 4-0                                                      |
| Conference Finals                                        |                                                          |                                                          |      |                                                          |                                                          |                                                          |
| Campione                                                 | Finalista                                                | Risultato                                                | Anno | Campione                                                 | Finalista                                                | Risultato                                                |
| Baltimore Bullets                                        | New York Knicks                                          | 4-3                                                      | 1971 | Milwaukee Bucks†                                         | Los Angeles Lakers                                       | 4-1                                                      |
| New York Knicks                                          | Boston Celtics                                           | 4-1                                                      | 1972 | Los Angeles Lakers†                                      | Milwaukee Bucks                                          | 4-2                                                      |
| New York Knicks                                          | Boston Celtics†                                          | 4-3                                                      | 1973 | Los Angeles Lakers                                       | Golden State Warriors                                    | 4-1                                                      |
| Boston Celtics                                           | New York Knicks                                          | 4-1                                                      | 1974 | Milwaukee Bucks†                                         | Chicago Bulls                                            | 4-0                                                      |
| Washington Bullets†                                      | Boston Celtics†                                          | 4-2                                                      | 1975 | Golden State Warriors                                    | Chicago Bulls                                            | 4-3                                                      |
| Boston Celtics                                           | Cleveland Cavaliers                                      | 4-2                                                      | 1976 | Phoenix Suns                                             | Golden State Warriors†                                   | 4-3                                                      |
| Philadelphia 76ers                                       | Houston Rockets                                          | 4-2                                                      | 1977 | Portland Trail Blazers                                   | Los Angeles Lakers†                                      | 4-0                                                      |
| Washington Bullets                                       | Philadelphia 76ers                                       | 4-2                                                      | 1978 | Seattle SuperSonics                                      | Denver Nuggets                                           | 4-2                                                      |
| Washington Bullets†                                      | San Antonio Spurs                                        | 4-3                                                      | 1979 | Seattle SuperSonics                                      | Phoenix Suns                                             | 4-3                                                      |
| Philadelphia 76ers                                       | Boston Celtics†                                          | 4-1                                                      | 1980 | Los Angeles Lakers                                       | Seattle SuperSonics                                      | 4-1                                                      |
| Boston Celtics†                                          | Philadelphia 76ers†                                      | 4-3                                                      | 1981 | Houston Rockets                                          | Kansas City Kings                                        | 4-1                                                      |
| Philadelphia 76ers                                       | Boston Celtics†                                          | 4-3                                                      | 1982 | Los Angeles Lakers                                       | San Antonio Spurs                                        | 4-0                                                      |
| Philadelphia 76ers†                                      | Milwaukee Bucks                                          | 4-1                                                      | 1983 | Los Angeles Lakers                                       | San Antonio Spurs                                        | 4-2                                                      |
| Boston Celtics†                                          | Milwaukee Bucks                                          | 4-1                                                      | 1984 | Los Angeles Lakers                                       | Phoenix Suns                                             | 4-2                                                      |
| Boston Celtics†                                          | Philadelphia 76ers                                       | 4-1                                                      | 1985 | Los Angeles Lakers                                       | Denver Nuggets                                           | 4-1                                                      |
| Boston Celtics†                                          | Milwaukee Bucks                                          | 4-0                                                      | 1986 | Houston Rockets                                          | Los Angeles Lakers                                       | 4-1                                                      |
| Boston Celtics                                           | Detroit Pistons                                          | 4-3                                                      | 1987 | Los Angeles Lakers†                                      | Seattle SuperSonics                                      | 4-0                                                      |
| Detroit Pistons                                          | Boston Celtics                                           | 4-2                                                      | 1988 | Los Angeles Lakers†                                      | Dallas Mavericks                                         | 4-3                                                      |
| Detroit Pistons†                                         | Chicago Bulls                                            | 4-2                                                      | 1989 | Los Angeles Lakers                                       | Phoenix Suns                                             | 4-0                                                      |
| Detroit Pistons                                          | Chicago Bulls                                            | 4-3                                                      | 1990 | Portland Trail Blazers                                   | Phoenix Suns                                             | 4-2                                                      |
| Chicago Bulls                                            | Detroit Pistons                                          | 4-0                                                      | 1991 | Los Angeles Lakers                                       | Portland Trail Blazers†                                  | 4-2                                                      |
| Chicago Bulls†                                           | Cleveland Cavaliers                                      | 4-2                                                      | 1992 | Portland Trail Blazers                                   | Utah Jazz                                                | 4-2                                                      |
| Chicago Bulls                                            | New York Knicks                                          | 4-2                                                      | 1993 | Phoenix Suns†                                            | Seattle SuperSonics                                      | 4-3                                                      |
| New York Knicks                                          | Indiana Pacers                                           | 4-3                                                      | 1994 | Houston Rockets                                          | Utah Jazz                                                | 4-1                                                      |
| Orlando Magic                                            | Indiana Pacers                                           | 4-3                                                      | 1995 | Houston Rockets                                          | San Antonio Spurs†                                       | 4-2                                                      |
| Chicago Bulls†                                           | Orlando Magic                                            | 4-0                                                      | 1996 | Seattle SuperSonics                                      | Utah Jazz                                                | 4-3                                                      |
| 'Chicago Bulls†                                          | Miami Heat                                               | 4-1                                                      | 1997 | Utah Jazz                                                | Houston Rockets                                          | 4-2                                                      |
| Chicago Bulls†                                           | Indiana Pacers                                           | 4-3                                                      | 1998 | Utah Jazz†                                               | Los Angeles Lakers                                       | 4-0                                                      |
| New York Knicks'                                         | Indiana Pacers                                           | 4-2                                                      | 1999 | San Antonio Spurs†                                       | Portland Trail Blazers                                   | 4-0                                                      |
| Indiana Pacers'                                          | New York Knicks                                          | 4-2                                                      | 2000 | Los Angeles Lakers†                                      | Portland Trail Blazers                                   | 4-3                                                      |
| Philadelphia 76ers'                                      | Milwaukee Bucks                                          | 4-3                                                      | 2001 | Los Angeles Lakers                                       | San Antonio Spurs†                                       | 4-0                                                      |
| New Jersey Nets                                          | Boston Celtics                                           | 4-2                                                      | 2002 | Los Angeles Lakers                                       | Sacramento Kings†                                        | 4-3                                                      |
| New Jersey Nets                                          | Detroit Pistons                                          | 4-0                                                      | 2003 | San Antonio Spurs†                                       | Dallas Mavericks†                                        | 4-2                                                      |
| Detroit Pistons                                          | Indiana Pacers†                                          | 4-2                                                      | 2004 | Los Angeles Lakers                                       | Minnesota Timberwolves                                   | 4-2                                                      |
| Detroit Pistons                                          | Miami Heat                                               | 4-3                                                      | 2005 | San Antonio Spurs                                        | Phoenix Suns†                                            | 4-1                                                      |
| Miami Heat                                               | Detroit Pistons†                                         | 4-2                                                      | 2006 | Dallas Mavericks                                         | Phoenix Suns                                             | 4-2                                                      |
| Cleveland Cavaliers                                      | Detroit Pistons                                          | 4-2                                                      | 2007 | San Antonio Spurs                                        | Utah Jazz                                                | 4-1                                                      |
| Boston Celtics†                                          | Detroit Pistons                                          | 4-2                                                      | 2008 | Los Angeles Lakers                                       | San Antonio Spurs                                        | 4-1                                                      |
| Orlando Magic                                            | Cleveland Cavaliers†                                     | 4-2                                                      | 2009 | Los Angeles Lakers                                       | Denver Nuggets                                           | 4-2                                                      |
| Boston Celtics                                           | Orlando Magic                                            | 4-2                                                      | 2010 | Los Angeles Lakers                                       | Phoenix Suns                                             | 4-2                                                      |
| Miami Heat                                               | Chicago Bulls†                                           | 4-1                                                      | 2011 | Dallas Mavericks                                         | Oklahoma City Thunder                                    | 4-1                                                      |
| Miami Heat                                               | Boston Celtics                                           | 4-3                                                      | 2012 | Oklahoma City Thunder                                    | San Antonio Spurs                                        | 4-2                                                      |
| Miami Heat†                                              | Indiana Pacers                                           | 4-3                                                      | 2013 | San Antonio Spurs                                        | Memphis Grizzlies                                        | 4-0                                                      |
| Miami Heat                                               | Indiana Pacers                                           | 4-2                                                      | 2014 | San Antonio Spurs†                                       | Oklahoma City Thunder                                    | 4-2                                                      |
| Cleveland Cavaliers                                      | Atlanta Hawks                                            | 4-0                                                      | 2015 | Golden State Warriors†                                   | Houston Rockets                                          | 4-1                                                      |
| Cleveland Cavaliers                                      | Toronto Raptors                                          | 4-2                                                      | 2016 | Golden State Warriors†                                   | Oklahoma City Thunder                                    | 4-3                                                      |
| Cleveland Cavaliers                                      | Boston Celtics                                           | 4-1                                                      | 2017 | Golden State Warriors†                                   | San Antonio Spurs                                        | 4-0                                                      |
| Cleveland Cavaliers                                      | Boston Celtics                                           | 4-3                                                      | 2018 | Golden State Warriors                                    | Houston Rockets†                                         | 4-3                                                      |
| Toronto Raptors                                          | Milwaukee Bucks†                                         | 4-2                                                      | 2019 | Golden State Warriors                                    | Portland Trail Blazers                                   | 4-0                                                      |
| Miami Heat                                               | Boston Celtics                                           | 4-2                                                      | 2020 | Los Angeles Lakers                                       | Denver Nuggets                                           | 4-1                                                      |
| Milwaukee Bucks                                          | Atlanta Hawks                                            | 4-2                                                      | 2021 | Phoenix Suns                                             | Los Angeles Clippers                                     | 4-2                                                      |
| Boston Celtics                                           | Miami Heat                                               | 4-3                                                      | 2022 | Golden State Warriors                                    | Dallas Mavericks                                         | 4-1                                                      |
| Miami Heat                                               | Boston Celtics                                           | 4-3                                                      | 2023 | Denver Nuggets                                           | Los Angeles Lakers                                       | 4-0                                                      |
| Boston Celtics†                                          | Indiana Pacers                                           | 4-0                                                      | 2024 | Dallas Mavericks                                         | Minnesota Timberwolves                                   | 4-1                                                      |
| Indiana Pacers                                           | New York Knicks                                          | 4-2                                                      | 2025 | Oklahoma City Thunder                                    | Minnesota Timberwolves                                   | 4-1                                                      |

### Central Division
Nel 1949 vi era la suddivisione in 3 Division: Western, Eastern e Central. Il formato dei playoff prevedeva quindi tre "Division Finals"; la squadra campione delle Eastern Finals (Syracuse Nationals) avrebbe affrontato nelle NBA Finals del 1950 la vincitrice della semifinale NBA tra i vincitori delle Central Division Finals (Minneapolis Lakers) e i campioni della Western Division (Anderson Packers) in una serie al meglio delle 3 partite. Tale formato durò solo per quella stagione NBA.

#### Divisional Finals
| Anno | Campione           | Finalista          | Risultato |
| ---- | ------------------ | ------------------ | --------- |
| 1950 | Minneapolis Lakers | Fort Wayne Pistons | 2-0       |

## Risultati per squadra
| Squadra                                                         | East     | West     | Central  | Total    | East      | West      | Central   | Totale    | Totale apparizioni |
| Squadra                                                         | Campioni | Campioni | Campioni | Campioni | Finalisti | Finalisti | Finalisti | Finalisti | Totale apparizioni |
| --------------------------------------------------------------- | -------- | -------- | -------- | -------- | --------- | --------- | --------- | --------- | ------------------ |
| Minneapolis / Los Angeles Lakers                                | 0        | 31       | 1        | 32       | 0         | 10        | 0         | 10        | 42                 |
| Boston Celtics                                                  | 23       | 0        | 0        | 23       | 16        | 0         | 0         | 16        | 39                 |
| Syracuse Nationals / Philadelphia 76ers                         | 9        | 0        | 0        | 9        | 12        | 0         | 0         | 12        | 21                 |
| Fort Wayne / Detroit Pistons                                    | 5        | 2        | 0        | 7        | 6         | 3         | 1         | 10        | 17                 |
| Philadelphia / San Francisco / Golden State Warriors            | 1        | 9        | 0        | 10       | 3         | 3         | 0         | 6         | 16                 |
| New York Knicks                                                 | 8        | 0        | 0        | 8        | 8         | 0         | 0         | 8         | 16                 |
| San Antonio Spurs                                               | 0        | 6        | 0        | 6        | 1         | 7         | 0         | 8         | 14                 |
| St. Louis / Atlanta Hawks                                       | 0        | 4        | 0        | 4        | 2         | 8         | 0         | 10        | 14                 |
| Chicago Bulls                                                   | 6        | 0        | 0        | 6        | 3         | 2         | 0         | 5         | 11                 |
| Seattle SuperSonics/Oklahoma City Thunder                       | 0        | 5        | 0        | 5        | 0         | 6         | 0         | 6         | 11                 |
| Miami Heat                                                      | 7        | 0        | 0        | 7        | 3         | 0         | 0         | 3         | 10                 |
| Milwaukee Bucks                                                 | 1        | 2        | 0        | 3        | 6         | 1         | 0         | 7         | 10                 |
| Phoenix Suns                                                    | 0        | 3        | 0        | 3        | 0         | 7         | 0         | 7         | 10                 |
| Indiana Pacers                                                  | 2        | 0        | 0        | 2        | 8         | 0         | 0         | 8         | 10                 |
| Cleveland Cavaliers                                             | 5        | 0        | 0        | 5        | 3         | 0         | 0         | 3         | 8                  |
| Houston Rockets                                                 | 0        | 4        | 0        | 4        | 1         | 3         | 0         | 4         | 8                  |
| Rochester / Cincinnati Royals / Kansas City / Sacramento Kings  | 0        | 1        | 0        | 1        | 2         | 5         | 0         | 7         | 8                  |
| Portland Trail Blazers                                          | 0        | 3        | 0        | 3        | 0         | 4         | 0         | 4         | 7                  |
| Dallas Mavericks                                                | 0        | 3        | 0        | 3        | 0         | 3         | 0         | 3         | 6                  |
| Utah Jazz                                                       | 0        | 2        | 0        | 2        | 0         | 4         | 0         | 4         | 6                  |
| Baltimore / Washington Bullets (attualmente Washington Wizards) | 4        | 0        | 0        | 4        | 0         | 1         | 0         | 1         | 5                  |
| Denver Nuggets                                                  | 0        | 1        | 0        | 1        | 0         | 4         | 0         | 4         | 5                  |
| Orlando Magic                                                   | 2        | 0        | 0        | 2        | 2         | 0         | 0         | 2         | 4                  |
| Minnesota Timberwolves                                          | 0        | 0        | 0        | 0        | 0         | 3         | 0         | 3         | 3                  |
| New Jersey Nets/Brooklyn Nets                                   | 2        | 0        | 0        | 2        | 0         | 0         | 0         | 0         | 2                  |
| Toronto Raptors                                                 | 1        | 0        | 0        | 1        | 1         | 0         | 0         | 1         | 2                  |
| Anderson Packers (scomparsa nel 1950)                           | 0        | 1        | 0        | 1        | 0         | 0         | 0         | 0         | 1                  |
| Washington Capitols (scomparsa nel 1951)                        | 1        | 0        | 0        | 1        | 0         | 0         | 0         | 0         | 1                  |
| Indianapolis Olympians (scomparsa nel 1953)                     | 0        | 0        | 0        | 0        | 0         | 1         | 0         | 1         | 1                  |
| Memphis Grizzlies                                               | 0        | 0        | 0        | 0        | 0         | 1         | 0         | 1         | 1                  |
| Los Angeles Clippers                                            | 0        | 0        | 0        | 0        | 0         | 1         | 0         | 1         | 1                  |
| New Orleans Pelicans                                            | 0        | 0        | 0        | 0        | 0         | 0         | 0         | 0         | 0                  |
| Charlotte Hornets                                               | 0        | 0        | 0        | 0        | 0         | 0         | 0         | 0         | 0                  |

Apparizioni consecutive
- 13 Boston Celtics: (1957–1969) (Division)
- 8 Los Angeles Lakers: (1982–1989)
- 6 St. Louis Hawks: (1956–1961) (Division)
- 6 Los Angeles Lakers: (1968–1973) (Division-Conference)
- 6 New York Knicks: (1969–1974) (Division-Conference)
- 6 Detroit Pistons: (2003–2008)
- 5 New York Knicks: (1949–1953) (Division)
- 5 Minneapolis Lakers: (1951–1955) (Division)
- 5 Minneapolis/Los Angeles Lakers: (1959–1963) (Division)
- 5 Boston Celtics: (1984–1988)
- 5 Chicago Bulls: (1989–1993)
- 5 Detroit Pistons: (1987–1991)
- 5 Golden State Warriors: (2014-2019)